# Fädernas kyrka
Fädernas kyrka är en psalm från 1909 med text av Johan Alfred Eklund och musik av Gustaf Aulén. 
Psalmen ingick första gången i en officiell psalmbok 1921 i tillägget "Nya psalmer". Psalmen var från början mycket populär, särskilt inom ungkyrkorörelsen, och kom därför med i 1937 års psalmbok. Under 1970-talet kom texten av några att anses som alltför nationalistisk, vilket blivit omdiskuterat. Med en knapp majoritet vann motståndarsidan i kyrkomötet, och Fädernas kyrka togs inte med i Den svenska psalmboken 1986.  Skälet för uteslutning var att den föreslagna bearbetningen av texten, vilken skulle kunna gjort psalmen acceptabel för kyrkomötet, inte godkändes av upphovsrättsinnehavarna.
Fädernas kyrka finns dock, i bearbetat skick, med i den finlandssvenska psalmboken, som nr 168.

## Psalmnummer
- Nr 533 i Nya psalmer 1921, tillägget till 1819 års psalmbok under rubriken "Kyrkan och nådemedlen: Kyrkans och hennes uppgift".
- Nr 169 i 1937 års psalmbok under rubriken "Kyrkan"
- Nr 169 i Psalmer för bruk vid krigsmakten 1961 verserna 1, 4 och 7
- Nr 168 i Finlandssvenska psalmboken 1986